# Preben Wernberg-Møller
Preben Christian Heiberg Wernberg-Møller (* 15. Februar 1923 in Kerteminde; † 6. Februar 2016) war ein dänisch-britischer Semitist.
Wernberg-Møller gehörte zu den ersten Forschern, die sich mit den Schriftrollen vom Toten Meer befassten. Seine Oxforder Dissertation (unter Godfrey R. Driver) behandelt die Gemeinderegel (1QS). Wernberg-Møller war im Gespräch als einer der Kandidaten für das internationale Publikationsteam der Texte, ging jedoch stattdessen 1954 als Lecturer in Semitic Languages and Literatures an die Universität Manchester (Department of Near Eastern Studies). 1968 kehrte er als Nachfolger von John Emerton als Reader in Semitic Philology an die Universität Oxford (St Peter’s College) zurück, wo er bis 1990 lehrte.

## Werke
- The Manual of Discipline: Translated and Annotated with an Introduction (= Studies on the Texts of the Desert of Judah 1). Brill, Leiden 1957.